# Печиштя
Печиштя, Печиште (рум. Pecişte) — село в Резинском районе Республики Молдова. Относится к сёлам, не образующим коммуну.

## География
Село расположено на высоте 207 метров над уровнем моря.

## Население
По данным переписи населения 2004 года, в селе Печиште проживает 1914 человека (942 мужчины, 972 женщины).
Этнический состав села:
| Национальность | Число жителей | Процентный состав |
| -------------- | ------------- | ----------------- |
| молдаване      | 1884          | 98.43             |
| румыны         | 21            | 1.1               |
| украинцы       | 5             | 0.26              |
| русские        | 1             | 0.05              |
| гагаузы        | 1             | 0.05              |
| прочие         | 2             | 0.1               |
| Всего          | 1914          | 100%              |

## Известные уроженцы
- Николае Костин —  молдавский политик, один из соавторов «Декларации независимости Республики Молдова» (27 августа 1991 год). Первый генеральный примар (мэр) муниципия Кишинёв с 1990 по 9 августа 1994 года.